# 방울도마뱀붙이
방울도마뱀붙이(Lucasium damaeum), 일명 비드 게코(beaded gecko)는 호주에 고유한 도마뱀붙이류의 일종이다. 땅도마뱀붙이속에서 호주에 고유한 몇 안 되는 종 중 하나다.

## 형태
꼬리까지 7 cm이며 윗부분은 적갈색 바탕에 일련의 방울 무늬가 척추를 따라 난 옅은 크림색 줄무늬를 둘러싸고 있어서 방울도마뱀붙이라는 이름이 붙었다; 옅은 색 점박이 무늬가 섞인 굵은 적갈색 선이 옆구리를 따라 나있으며, 짙은 갈색 다리와 그 근방의 부위를 좀 더 작은 점들이 뒤덮고 있다. 주둥이는 뾰족하지(콧구멍과 주둥이가 이어짐) 않고 둥글며, 크림색 혹은 흰색 눈꺼풀은 깜빡일 수 없고, 대신 투명한 비늘이 눈 위를 덮고 있다. 길고 납작한 혓바닥으로 눈을 핥아서 깨끗하게 한다. 눈은 비교적 큰 편이고, 동공은 낮에는 위아래로 찢어진 틈 형태를 띠다가 어둠이 내리면 완전히 둥글게 열린다. 꼬리는 곧고 몸뚱아리에서 연속적으로 이어지며, 원래의 꼬리는 무늬 또한 그대로 이어지지만 다시 자라난 꼬리는 무늬가 없는 갈색을 띄거나 그 위에 더 짙은 점박이무늬가 난다. 발바닥은 평평하며, 발가락은 구부러지지 않았고 빨판이 없으며 색깔은 희다. 방울의 발은 기어오르는 데 적합하지 않다.

## 생태
방울은 호주 대륙의 모든 주, 준주의 내륙지대의 건조, 반건조 지역에서 발견된다. 방울은 호주 내륙의 사바나 삼림지대에서 스피니펙스가 뒤덮은 모래언덕에 이르는 다양한 건조사막 서식지에서 발견되는, 지면에 서식하는 도마뱀붙이류이다. 낮에는 벌레나 거미가 파둔 구멍에서 은신해있다가 밤에 나와서 먹이를 찾아다닌다. 이 녀석은 움직임이 빨라서 넓은 영역을 돌아다닌다.
암컷은 한 번에 두 개씩 산란한다. 대부분의 호주의 도마뱀붙이처럼 번식은 10월 말에서 12월까지다. 수컷은 반음경이 있다.
다른 대부분의 도마뱀처럼 주로 곤충을 잡아먹는다. 턱에는 짧고 가는 이빨이 나있지만, 먹이를 씹어먹기보다는 부숴먹는다.
서식지 감소나 개, 여우, 고양이 같은 인류가 들여온 포식자들이 개체수에 악영향을 끼칠 수 있다.